# Cendrine Browne
Cendrine Browne (Barrie, 8 settembre 1993) è una fondista canadese.

## Biografia
Originaria di Saint-Jérôme e attiva in gare FIS dal dicembre del 2011, la Browne ha esordito in Coppa del Mondo l'8 dicembre 2012 a Québec (59ª), ai Campionati mondiali a Lahti 2017, dove si è classificata 46ª nella 10 km, 25ª nella 30 km, 48ª nella sprint, 34ª nello skiathlon, 13ª nella sprint a squadre e 10ª nella staffetta, e ai Giochi olimpici invernali a Pyeongchang 2018, piazzandosi 43ª nella 10 km, 43ª nella 30 km, 51ª nella sprint, 33ª nello skiathlon e 13ª nella staffetta. Ai Mondiali di Seefeld in Tirol 2019 è stata 46ª nella 30 km, 40ª nello skiathlon e 12ª nella staffetta e a quelli di Oberstdorf 2021 si è classificata 27ª nella 10 km, 27ª nella 30 km, 38, 23ª nello skiathlon e 9ª nella staffetta. Ai XXIV Giochi olimpici invernali di Pechino 2022 si è piazzata 48ª nella 10 km, 16ª nella 30 km, 20ª nello skiathlon, 35ª nella sprint e 9ª nella staffetta.

## Palmarès

### Coppa del Mondo
- Miglior piazzamento in classifica generale: 80ª nel 2021